# گانورووا
گانورووا (به لاتین: Gannoruwa) یک منطقهٔ مسکونی در سری‌لانکا است که در استان مرکزی (سری‌لانکا) واقع شده‌است.